# Erythranthe laciniata
Erythranthe laciniata är en gyckelblomsväxtart som först beskrevs av Asa Gray, och fick sitt nu gällande namn av Guy L. Nesom. Erythranthe laciniata ingår i släktet Erythranthe och familjen gyckelblomsväxter. Inga underarter finns listade i Catalogue of Life.